# Quadrantanopia
Quadrantanopia é o nome que se dá, em oftalmologia, ao deficit visual em que há uma perda parcial ou total da visão de parte do campo visual, em um ou em ambos os olhos.